# Spirapril
Spirapril är ett läkemedel som tillhör läkemedelskategorin ACE-hämmare och används för att behandla högt blodtryck. Läkemedlets aktiva substans binder an till enzymet ACE och hindrar detta från att konvertera ämnet angiotensin till angiotensin II. På så sätt förhindras angiotensin II från att få blodkärlen att dra sig samman, vilket leder till att blodkärlen öppnas upp. Spirapril kan även användas för att behandla hjärtsvikt.
Spirapril kan orsaka följande biverkningar: minskad urinvolym, feber och andra influensaliknande symptom, svullnad i ansikte eller tunga, oregelbunden puls, domning i tår eller fingrar, ryggvärk, yrsel eller trötthetssymptom, hosta, röda ögon samt huvudvärk.